# アンリ・ボー
アンリ・ボー（Henri Beau、1863年6月27日 - 1949年5月15日）は、カナダ生まれの画家である。1890年代からパリで働き、カナダ国立図書館・文書館の公式画家も務め、カナダの歴史を題材にした写実的な絵画を描き、また印象派のスタイルの風景画も描いた。

## 略歴
モントリオールで11人兄弟の三男に生まれた。父親はパリ近郊の出身で1848年にアメリカ移住し、1851年に結婚、1858年にモントリオールに移りレストラン経営者となった人物で、弟に工芸家のポール（Paul Beau: 1871-1949)がいる。 
1881年からモントリオールの工芸学校（Institut National des Beaux-Arts, Sciences, Arts et Métiers et Industrie）で、フランス生まれのジョセフ・シャベール（Joseph Chabert: 1831-1894）に学んだ。1884年からアメリカのサンフランシスコで木彫品の彩色の仕事をした。1886年にモントリオールに戻った後、絵を学ぶためにパリに渡った。アカデミー・ジュリアンでウィリアム・アドルフ・ブグローに学び、パリ国立高等美術学校でジャン＝レオン・ジェロームに学び、アカデミー・コラロッシでレオン・ボナにも学んだ。1893年からフランス芸術家協会の展覧会に出展し、1900年のパリ万国博覧会の展覧会に出展し銅メダルを受賞し、1904年のセントルイス万国博覧会の展覧会にも出展した。
1902年にケベック州からの注文を受け、公共施設のための絵画を描き、1904年に帰国し1905年から1年ほどモントリオールの学校（école Sarsfield）で教師を務めた。1906年までには最初の結婚をしていたが、オペラ歌手のマリー・フェルティネル（Marie Fertinel）と暮らすようになり、マリーとは1946年に正式に結婚した。
1915年に後にカナダ国立図書館・文書館となる文書館から依頼を受けて、絵画の模写を行い、その後文書館の職員となり、1921年にアーキビスト（文書管理官）助手に昇進した。1938年に引退するまで、主にパリに住んで、文書館の公文書館の公式画家を務め、カナダの歴史に関連する歴史上の人物を描く仕事などもした。文書館の職員をしながら余暇に印象派のスタイルの風景画も描いた。
1949年にパリで亡くなった。

## 作品

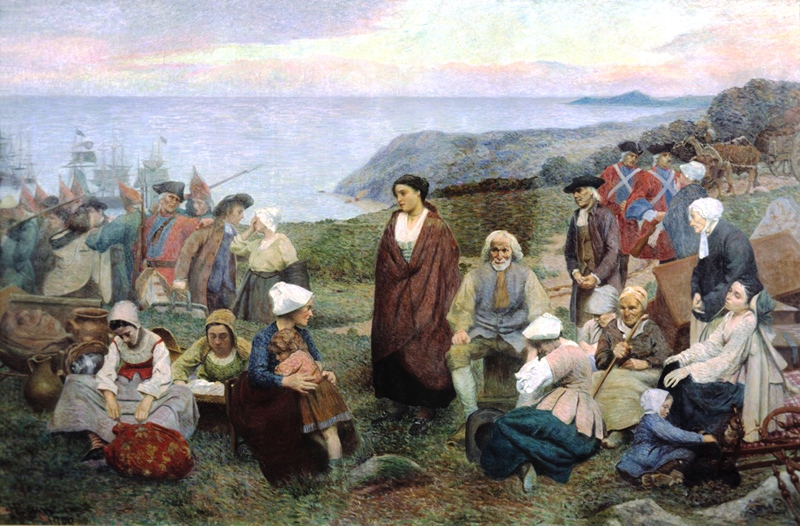
アカディへの移民の出発 (1900) Musée acadien de l'Université de Moncton
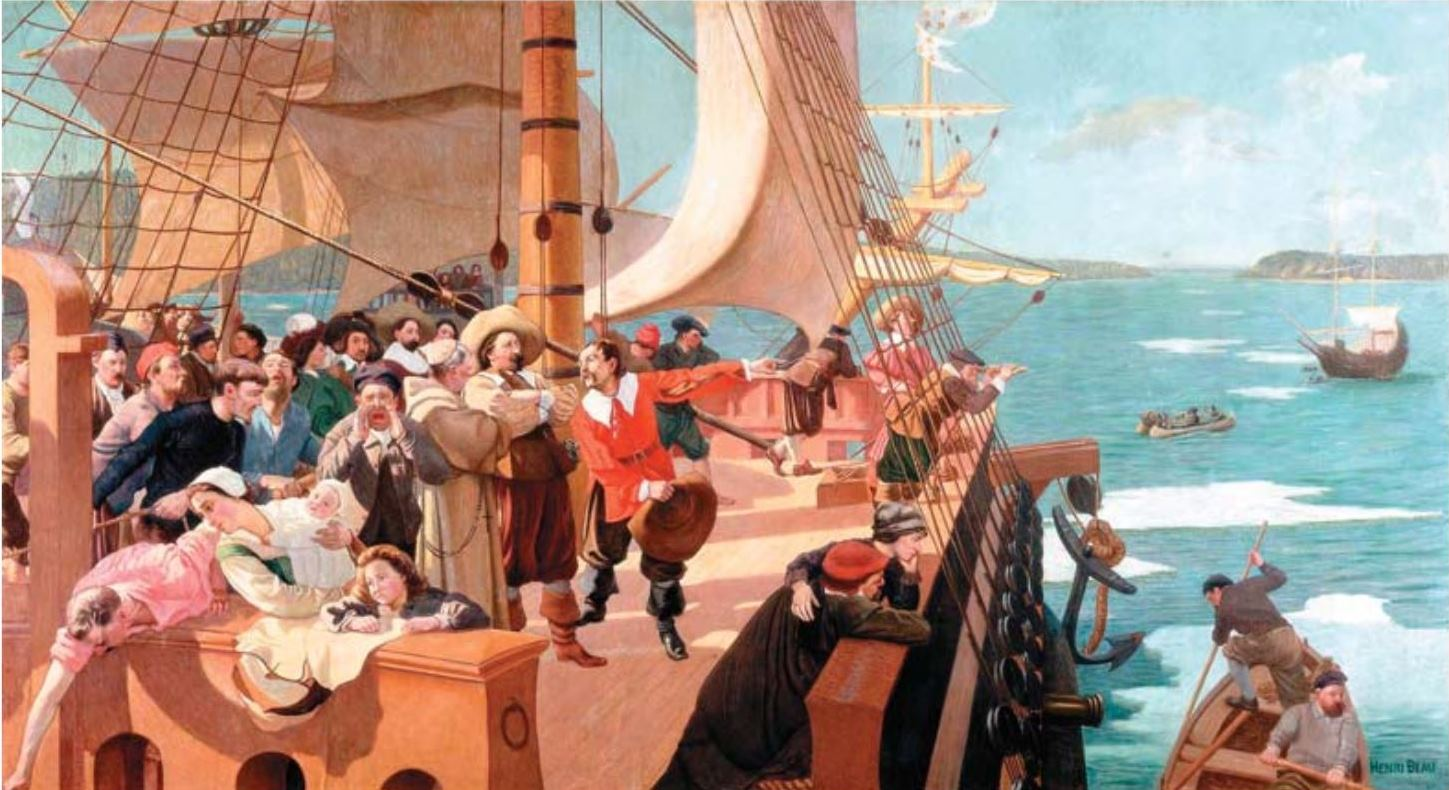
サミュエル・ド・シャンプランのケベック到着 (1903) ケベック国立美術館
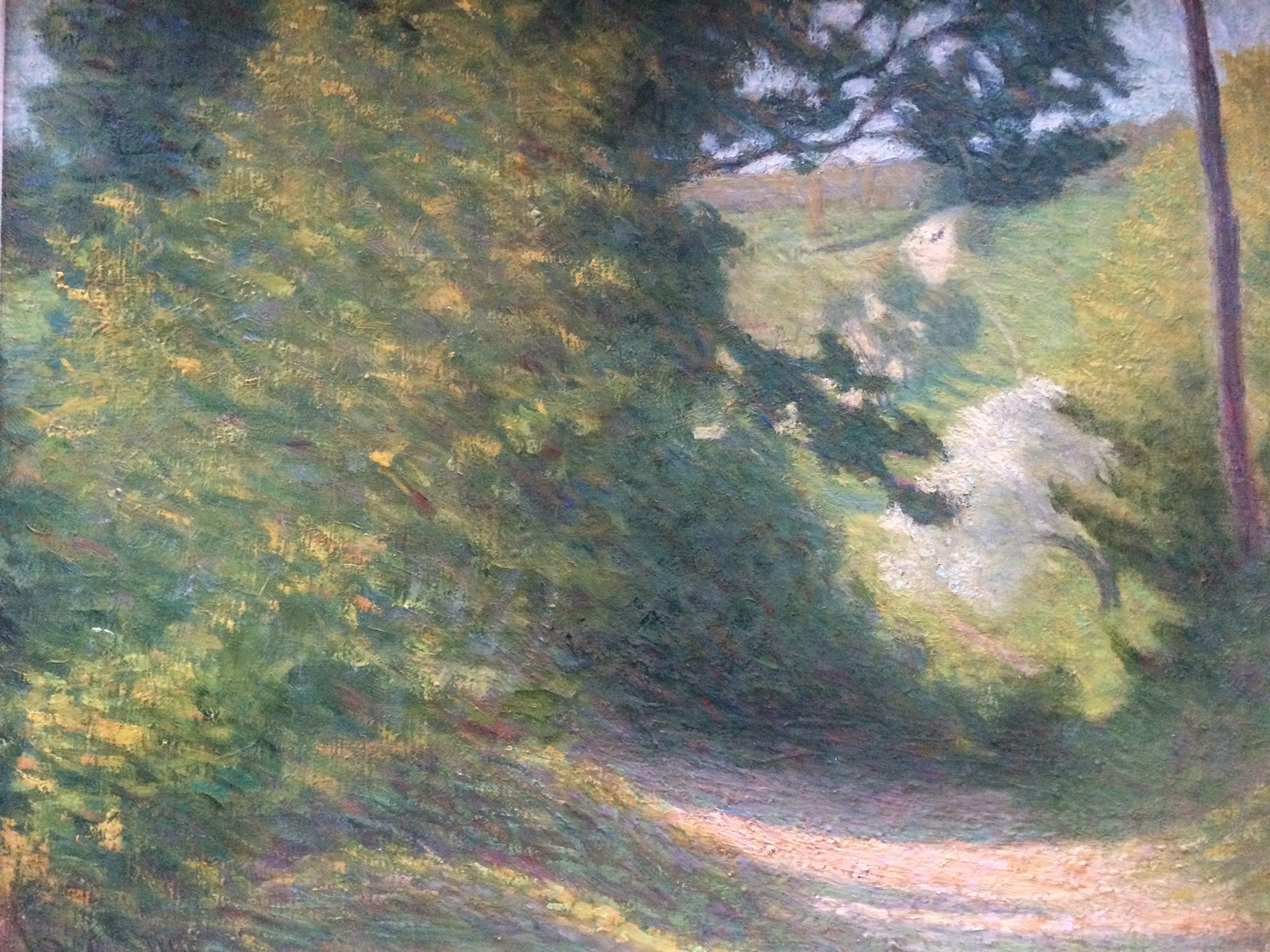
夏の小道 (1895)

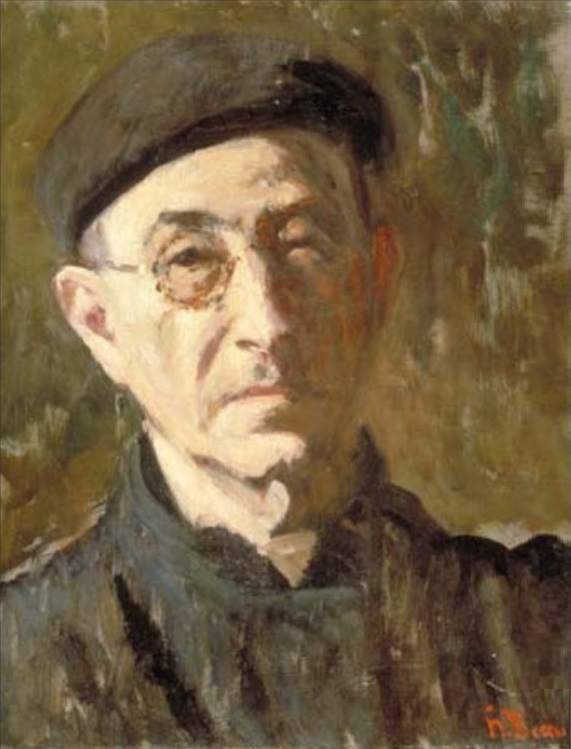
自画像 (1921/1932) ケベック国立美術館
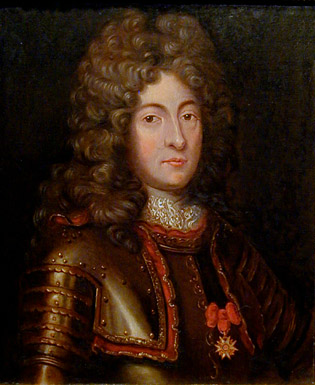
Philippe Pastour de Costebelle(ニューファンドランド島の統治者)
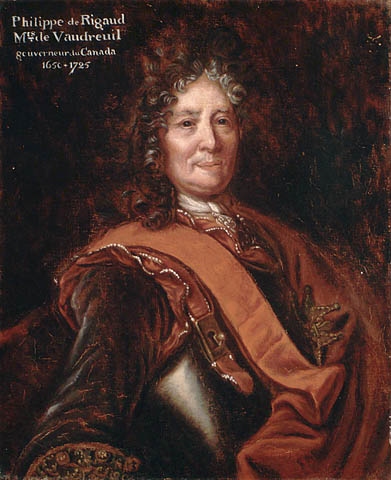
Philippe de Rigaud, Marquis de Vaudreuil（植民地統治者）
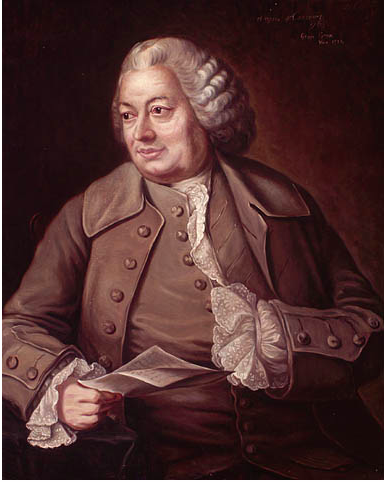
トマ・ピション(Thomas Pichon) -18世紀絵画の模写 カナダ国立図書館・文書館